# Dichaetaria wightii
Dichaetaria wightii är en gräsart som beskrevs av Christian Gottfried Daniel Nees von Esenbeck och Ernst Gottlieb von Steudel. Dichaetaria wightii ingår i släktet Dichaetaria och familjen gräs. Inga underarter finns listade i Catalogue of Life.